# Тиррелл, Джеймс
Сэр Джеймс Тиррелл (англ. James Tyrrell, около 1445 — 6 мая 1502) — английский военный и придворный, приближённый короля Ричарда III, участник битвы при Тьюксбери, комендант крепости Гин. Казнён в 1502 году по обвинению в заговоре против короля Генриха VII. Томас Мор и Уильям Шекспир посмертно обвинили Тиррелла в организации убийства «принцев в Тауэре» — низложенного короля Англии Эдуарда V и его младшего брата Ричарда Йорка. Действительные обстоятельства смерти принцев остаются неизвестными.

## Биография
Джеймс Тиррелл родился в благородной семье из Гиппинга (графство Саффолк). В 1469 году Тиррелл женился на Анне Арундел. В 1471 году он сражался при Тьюксбери на стороне Йорков. Король Эдуард IV произвёл Тиррелла в баннереты. В 1482 году Тиррелл примкнул к частному войску Ричарда, герцога Глостера и участвовал в походе Ричарда на шотландцев. После похода Ричард назначил Тиррелла шерифом Гламоргана и констеблем Кардиффа — фактически, своим главным представителем в Уэльсе. После коронации Ричарда Тиррелл остался его доверенным лицом. Он получил новые доходные назначения в Уэльсе, титулы «рыцаря-телохранителя» (англ. knignt of the body), смотрителя королевских коней (англ. Master of the Horse), начальника пажей (англ. Master of the Henchmen), камергерa Палаты шахматной доски (англ. Chamberlain of the Exchequer).
В 1485 году комендант английской крепости Гин, что во Франции близ Кале, изменил Ричарду и перешёл на сторону мятежника графа Ричмонда. Ричард III срочно послал Тиррелла принять командование крепостью. Так, оказавшись в канун мятежа по другую сторону Па-де-Кале, Тиррелл избежал участия в гражданской войне. Ричард III погиб при Босворте, Ричмонд стал королём Генрихом VII, а Тиррелл сохранил свои посты, однако потерял часть своих владений (в 1488 году он жаловался, что за три года потерял в доходе 3011 фунтов, приходившиеся на утраченные поместья). В 1492, 1494 и 1501 году он принимал участие в придворных церемониях. В августе 1501 года Тиррелл был обвинён в участии в заговоре Эдмунда де ла Пола, герцога Саффолка. Тиррелл помог герцогу бежать из Англии, но сам был схвачен, и был казнён 6 мая 1502 года. По утверждению Томаса Мора, перед смертью Тиррелл покаялся в убийстве «Принцев в Тауэре» — низложенного Ричардом III Эдуарда V и его брата Ричарда Йорка.

## Посмертные обвинения

### Версия Томаса Мора
В 1514—1518 годах сторонник Тюдоров Томас Мор написал «Историю короля Ричарда III». Книга Мора была впервые издана уже после его гибели, в 1543 году.
По Мору, в августе 1483 года Ричард поручил убийство Эдуарда V и его брата Ричарда констеблю Тауэра Роберту Брэкенбери, но тот отказался. Узнав об отказе Брэкенбери, Ричард заперся в отхожем месте и якобы произнёс вслух: «есть ли человек, которому можно довериться? Те, кого я сам возвысил, те, от кого я мог ждать самой преданной службы, даже они оставляют меня и ничего не хотят делать по моему приказу». Находившийся у двери паж подсказал Ричарду, что надёжный исполнитель спит в Фольговой палате (англ. Pallet chamber — королевской опочивальне). Действительно, Ричард обнаружил, что в его покоях спали двое — Джеймс Тиррелл и его брат Томас.
Разбуженный Джеймс Тиррелл счёл поручение Ричарда «ничуть не странным». Мор полагал, что Тиррелл был готов на любые преступления, чтобы подняться в придворной иерархии: «Сердце у него было гордое, и он страстно стремился пробиться наверх, но не мог возвыситься так быстро, как надеялся, ибо ему мешали и препятствовали сэр Ричард Рэтклиф и сэр Уильям Кейтсби».
На следующий день Ричард письменно приказал Брэкенбери передать Тирреллу ключи от Тауэра на один день «для выполнения дел, ему порученных». На этот раз Брэкенбери не возражал, и Тиррелл получил неограниченную власть над заключёнными Тауэра. Непосредственно в убийстве Тиррелл не участвовал: исполнителями стали тюремщик Майлз Форест, уже опытный в убийствах, и конюх Тиррелла Джон Дайтон. Около полуночи Форест и Дайтон вошли в камеру и удушили спящих принцев подушками, а затем доложили о содеянном Тирреллу. Он лично удостоверился в том, что принцы мертвы, и приказал убийцам закопать тела под лестницей Тауэра, а затем завалить могилу камнями. Ричард III вознаградил Тиррелла, однако счёл, что тот захоронил убитых неподобающим образом. Мор писал, что «будто бы священнику сэра Роберта Брэкенбери приказано было вырыть тела и тайно похоронить их в таком месте, какое он один бы только знал, чтобы в случае его смерти никогда и никто не сумел бы его открыть». Священник унёс тайну с собой в могилу, а история убийства, согласно Мору, стала известна в 1502 году — Тиррелл сам поведал её на исповеди перед казнью. Допрошенный в 1502 году Дайтон тоже признался в убийстве, но ни он, ни Тиррелл не смогли указать места погребения принцев.
По мнению Е. В. Кузнецова, рассказ об убийстве принцев — наиболее драматичная часть «Истории Ричарда III». Другие эпизоды книги Мора повторяют сведения более ранних источников, но сцена убийства в Тауэре аналогов не имеет. Исповедь Тиррелла, на которую опирается Мор, не была известна ни одному из предшествующих авторов. Подробности убийства, имена участников не повторяются ни в одном из более ранних источников, но и не могут быть опровергнуты ими. Поэтому степень достоверности рассказанного Мором не поддаётся оценке (учитывая, что священник обязан хранить тайну исповеди), а история «принцев в Тауэре» остаётся нераскрытой. По мнению авторов «Энциклопедии войны Алой и Белой розы», рассказ об исповеди Тиррелла правдоподобен, но является не более чем одним из нескольких возможных объяснений случившегося с принцами.

### Версия Уильяма Шекспира
В трагедии Шекспира «Ричард III», написанной около 1591 года, обстоятельства убийства принцев излагаются близко к версии Мора, ставшей в елизаветинский период общепринятой. Шекспировская версия отличается от рассказа Мора двумя деталями:
- Услышав от пажа имя Тиррелл, Ричард едва припоминает: «Его немного знаю…», а при первой встрече расспрашивает Тиррелла как незнакомца: «Так Тирреллом тебя зовут, скажи мне?»[9]
- Шекспировский Ричард не возмущается тем способом, которым Тиррелл избавился от тел. Шекспировский Тиррелл сам, без королевских указаний, нашёл священника, которому и доверил похороны: «Ты трупы видел их? — Да, видел. — И зарыл их, милый Тиррелл? — Священник Тауэра похоронил их. А где — по правде вам сказать, не знаю.»[9]

Шекспировский Тиррелл и упомянутые им Дайтон и Форест не лишены человеческих чувств. Именно Тиррелл произносит монолог — доклад королю — о том, как умерли принцы. Тиррелл утверждает, что и Дайтон, и Форест после убийства «говоря о жалостном убийстве, растроганные, плакали, как дети».
В кинопостановке 1995 года роль Тиррелла приобрела существенно большее значение, при этом Тиррелл в исполнении Адриана Данбара утратил человеческие черты шекспировского персонажа. Уже при первой встречи с Ричардом знающий себе цену Тиррелл позволяет себе фамильярное обращение к королю. Он становится правой рукой Ричарда — равным по влиянию самому герцогу Бекингему. Тиррелл убивает герцога Кларенса, казнит барона Гастингса и берёт в заложники малолетнего сына Томаса Стэнли. Ричард в исполнении Иена МакКеллена сам опасается Тиррелла, а в одной немой сцене ищет его понимания. В финале фильма Тиррелл (а не Кэтсби, как у Шекспира) сопровождает Ричарда в битве при Босворте. В ответ на фразу Ричарда «Коня, коня! Венец мой за коня!!» Тиррелл берётся найти королю коня, но Ричард расстреливает бывшего подручного.